# Stenus
Die Gattung Stenus gehört zur Familie der Kurzflügler (Staphylinidae) und stellt mit weltweit ca. 3.000 Arten eine der artenreichsten Gattungen der gesamten Tierwelt dar. In Europa sind dabei 309 Arten und Unterarten verbreitet, 120 davon in Mitteleuropa. Die meisten Arten der Gattung wurden vom deutschen Entomologen Volker Puthz beschrieben. Die Bearbeitung der Gattung ist noch nicht abgeschlossen und jedes Jahr werden neue Arten beschrieben. Neuere genetische und morphologische Untersuchungen haben ergeben, dass die bisher als mit Stenus nah verwandt geglaubte Gattung Dianous, zwei separate Gruppen innerhalb der Gattung Stenus darstellt.

## Merkmale
Die Käfer erreichen eine Körperlänge von 1,7 bis 7,5 Millimetern und weisen einen typischen Staphylinidenhabitus auf. Ihre Facettenaugen sind sehr groß, treten deutlich hervor und nehmen die gesamten Seiten des Kopfes ein. Der langgestreckte, dunkel gefärbte Körper ist häufig stark und dicht punktförmig strukturiert. Die Fühler sind an der Stirn frei zwischen den Facettenaugen eingelenkt. Die Schläfen sind nicht deutlich ausgebildet. Der Kopf ist inklusive der Augen meist breiter als der Halsschild. Dieser ist hinten halsartig verjüngt. Die Tarsen sind fünfgliedrig. Dem Analsegment fehlen die zwei langen Borstenhaare, es sind höchstens kurze Wimperhärchen ausgebildet. Die einzelnen Arten sehen einander sehr ähnlich und sind nur schwer voneinander zu unterscheiden. Eine eindeutige Artbestimmung der Käfer ist oft nur durch die Präparation des männlichen Genitalapparats möglich.

## Vorkommen und Lebensweise
Die Lebensweise der Tiere weist eine große Bandbreite auf. Es gibt Arten, die am Rande von Gewässern oder in sumpfigen Lebensräumen leben, andere findet man in der Streuschicht in Wäldern, in Genist, am Rande von Schneefeldern, in Heiden oder auch in Ameisennestern.
Die Tiere leben räuberisch und ernähren sich von Collembolen und anderen Kleininsekten. Zum Ergreifen der Beute kann das mit Klebepolstern versehene Labium sehr schnell nach vorne auf das Beutetier geschleudert und anschließend mit diesem wieder eingezogen werden.
Die Verbreitung der Gattung Stenus erstreckt sich über alle Erdteile, mit Ausnahme von Antarktika und Neuseeland.

## Chemische Ökologie

### Chemische Abwehr
Um das frei liegende, nicht durch Elytren bedeckte Abdomen vor Angriffen durch Prädatoren und der Besiedelung durch Mikroorganismen zu schützen, verfügen die Vertreter der Gattung Stenus über potente chemische Abwehrstoffe (Terpene, Pyridine, Piperidin-Alkaloide). Diese werden in paarigen Pygidialdrüsen an der Hinterleibsspitze produziert, mit den Hinterbeinen aufgenommen und durch intensives Putzen auf der Körperoberfläche verteilt. Dadurch wird das komplette Tier mit den Abwehrsubstanzen imprägniert.
Wird der Käfer attackiert, so kann er zusätzlich einen Teil der Abwehrdrüsen an der Abdominalspitze ausstülpen und durch Krümmen des Abdomens die Abwehrsekrete direkt auf den Angreifer aufbringen.

### Spreitungsschwimmen
Neben der Abwehrwirkung kann das Pygidialdrüsensekret auch zur Fortbewegung auf der Wasseroberfläche genutzt werden. Beim sogenannten Spreitungsschwimmen gibt der Käfer auf der Wasseroberfläche stehend einen kleinen Tropfen seines Drüsensekrets ab. Dieses verteilt sich mit sehr hoher Geschwindigkeit auf der Wasseroberfläche und bildet dort einen dünnen Sekretfilm, an dessen Rand der Käfer ein Stück davongetragen wird. Erfolgt die Sekretabgabe kontinuierlich, so kann das Tier mit einer Geschwindigkeit von bis zu 75 cm pro Sekunde über die Wasseroberfläche gleiten, ohne die Beine zu bewegen. Durch Krümmung des Hinterleibs kann die Bewegungsrichtung aktiv gesteuert werden.
Das Phänomen des Spreitungsschwimmens konnte bislang nur bei Stenus und einigen Vertretern der Wanzengattung Velia beobachtet werden. Letztere benutzen allerdings kein Pygidialdrüsensekret, sondern Speicheldrüseninhaltsstoffe zur Fortbewegung auf der Wasseroberfläche.

## Arten (Auswahl)
- Stenus ampliventris J. Sahlberg, 1890
- Stenus attenboroughi Mainda, 2021 – West-Papua, Cyclops Mts.[6] (Attenborough’s Stenus)
- Stenus biguttatus (Linnaeus, 1758)
- Stenus boops Ljungh, 1810
- Stenus clavicornis (Scopoli, 1763)
- Stenus comma LeConte, 1863
- Stenus europaeus Puthz, 1966
- Stenus fossulatus Erichson, 1840
- Stenus gigas L. Benick, 1931 – Papua-Neuguinea
- Stenus guttula P. Müller, 1821
- Stenus impressus Germar, 1806
- Stenus longipes Heer, 1839
- Stenus maculiger Weise, 1875